# Charity Ekezie
Charity Ekezie (n. 24 iulie 1991, Douala, Camerun) este o jurnalistă nigeriană, cunoscută pe TikTok.

## Educație
Și-a petrecut copilăria în Douala, Camerun. S-a mutat în Nigeria în 2001, la vârsta de 10 ani. A obținut o diplomă în comunicare la Universitatea Nnamdi Azikiwe.

## Carieră
Ekezie a lucrat la un post de radio timp de trei ani și jumătate. De asemenea, a desfășurat câteva afaceri online, care au rămas inactive din 2020.
S-a alăturat TikTok în 2020 din cauza plictiselii cauzate de pandemia de COVID-19. În primul ei videoclip, care a devenit viral, a purtat ținute tradiționale din mai multe țări africane. Când a început să primească reacții nepotrivite la videoclip, a decis să le răspundă sarcastic. De atunci, postările ei s-au concentrat în mare parte pe corectarea sarcastică a concepțiilor greșite despre Africa. Ekezie a criticat TikTok pentru că nu și-a extins programul Creator Fund la utilizatorii africani, ceea ce înseamnă că TikTokerii africani nu pot câștiga bani din videoclipurile lor.
În ianuarie 2023, 60% dintre urmăritorii lui Ekezie erau localizați în Statele Unite. În iulie 2022, Ekezie avea 1,2 milioane de urmăritori; până în februarie 2023, numărul lor a crescut la peste 2 milioane.

## Recunoaștere
În decembrie 2022, organizația non-profit americană National Public Radio (NPR) a menționat că Ekezie deține pe TikTok unul dintre cele mai importante conturi la nivel mondial.
În ianuarie 2023, Ekezie s-a clasat pe locul doi în finala pentru premiul TikTok Top Creator 2022 din Africa Subsahariană.

## Viața personală
Ekezie vorbește fluent atât engleza, cât și franceza. Are doi frați mai mici. De-a lungul vieții, s-a confruntat cu fenomenul bullying, în urma căruia a dezvoltat anxietate.
Din 2022, locuiește în Abuja, Nigeria.